# Минстерапел
Минстерапел (њем. Münsterappel) општина је у њемачкој савезној држави Рајна-Палатинат. Једно је од 81 општинског средишта округа Донерсберг. Према процјени из 2010. у општини је живјело 541 становника. Посједује регионалну шифру (AGS) 7333049.

## Географски и демографски подаци
Минстерапел се налази у савезној држави Рајна-Палатинат у округу Донерсберг. Општина се налази на надморској висини од 199 метара. Површина општине износи 6,3 km². У самом мјесту је, према процјени из 2010. године, живјело 541 становника. Просјечна густина становништва износи 85 становника/km².